# Jean Henri Huguetan

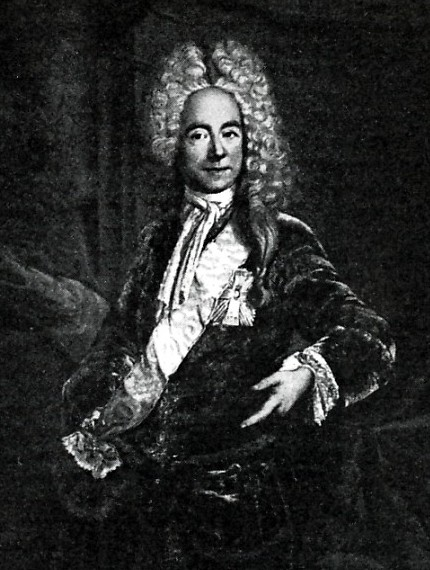
Jean Henri Huguetan Gyldensteen

Jean Henri Huguetan (auch Jean Henri Hueguetan, auch Huguetan d'Odyck), seit 1717 von Gyldensteen (* 30. März 1667 in Lyon; † 14. Juni 1749 in Kopenhagen) war ein französischer Bankier und dänischer Lehnsgraf. Er war erst Bankier bei Ludwig XIV. in Frankreich und später bei Friedrich IV. und dessen Nachfolgern in Dänemark. Er gründete die erste dänische Bank.

## Leben und Wirken
Er entstammte einer Lyoner Drucker- und Kaufmannsfamilie und war der Sohn des Jean Huguetan (1615–1681) und der Marguerite Perachon. Als Hugenotte verließ er nach der Aufhebung des Edikts von Nantes im Jahr 1685 seine Heimat.
Gemeinsam mit seinen Brüdern betrieb er einen florierenden Buchhandel und Banken in den Niederlanden. Schon bald konnte er den französischen „Sonnenkönig“ Ludwig XIV. bei der Finanzierung seiner Kriege gegen Italien unterstützen. 1687 musste er jedoch wieder aus Paris fliehen, weil es zu Ungereimtheiten um die Rückzahlung der dem Hof gewährten Kredite gekommen war.
Der König verlangte noch Jahrzehnte später seine Auslieferung, weshalb Huguetan ein recht unstetes Leben führte, das ihn u. a. für einige Jahre nach England und Genf führte, wobei der letztere Aufenthalt zu einem finanziellen Fiasko führte. Trotzdem konnte er nach dem Tod seiner ersten Frau Suzanne Testas (1680–1703), die er am 3. Februar 1701 in Amsterdam geheiratet hatte, und seiner Rückkehr nach Amsterdam in zweiter Ehe am 22. April 1708 in Den Haag die Gräfin Maurice Marguérite von Nassau (1673–1745), die Tochter des Grafen Wilhelm Adrian von Nassau-Odijk (um 1632–1705) und der Elisabeth van der Nisse († 1698), heiraten. Sein Schwiegervater verschaffte ihm sogar die Nobilitierung zum Baron durch Kaiser Josef I. im Jahr 1708. Über seine Tochter Marguerite (1702–1730) aus erster Ehe wurde er Ahnherr mehrerer europäischer Herrscher.
Noch immer von Frankreich bedroht, kam er 1711 nach Dänemark. Dort gelang es ihm in kürzester Zeit als Finanzberater und Geldgeber Fuß zu fassen und Karriere zu machen. Zusammen mit seinem unehelichen Sohn Jean Henri Desmercières legte er die Grundlage für die erste dänische Bank, deren Direktor er bis zu seinem Tod war, und war maßgeblich an der Wiedererrichtung der Dänischen Ostindien-Kompanie beteiligt.
Im Jahr 1717 wurde er unter dem Namen „Graf von Gyldensteen“ in den dänischen Hochadel aufgenommen. Das Schloss Gyldensteen auf Fünen befindet sich noch heute in den Händen seiner Nachkommen. 1731 wurde er Geheimrat, 1738 Geheimer Konferenzrat.